# 永山公園
永山公園（ながやまこうえん）は、東京都青梅市にある総合公園である。

## 概要
JR青梅線・青梅駅の真北に見える青梅市立第一小学校の上の青梅丘陵に位置し、総合運動公園（児童遊園、陸上競技場、サッカー場、野球場）、運動施設（体育館、テニスコート、ゲートボール場、弓道場）、キャンプ場などの公営レクリエーション施設『風の子太陽の子広場』、アスレチック遊戯施設（現在は老朽化により閉鎖）、自然観察施設、戦災慰霊施設、忠魂碑（東郷平八郎によって建立）などが包括されており、JR東日本の外郭団体による青梅鉄道公園や永山ふれあいセンター（旧・青梅青年の家）も隣接している。
公園一帯のうち、グラウンドを含む運動施設の総称は「永山公園総合運動場」となっている。2024年6月1日より6年間、多摩ケーブルネットワークがネーミングライツ・パートナーとなって、体育館を除いた運動場のエリアが「TCNスポーツパーク永山」の愛称で運営されることになった。
青梅丘陵ハイキングコースへも接続しており、この一帯は地元民や観光客による散歩やジョギングのメッカとなっている。付近も神社仏閣や図書館、学校など各施設が密集している。
なお、青梅市で開催される夏の花火大会、秋の青梅産業観光まつり、などの会場でもある。
青梅駅からは、線路沿いへ東進し、南北へ延びる道を左折し北上、坂を上がり線路跨道鉄橋を渡ればあとは道なりで到着する。
東青梅駅からは、青梅市立第四小学校手前の「鉄道公園入口」信号より「永山公園通り」からのアクセスがある。
イベント時を除き、駐車場駐輪場は無料。混雑時には、自転車むけの有料駐輪場が駅前にあり、オートバイも小型二輪（原付二種125cc未満）までに限り駐輪可能である。東青梅駅側からのルートでは、青梅鉄道公園の近くにも駐車場がある。

## イベント

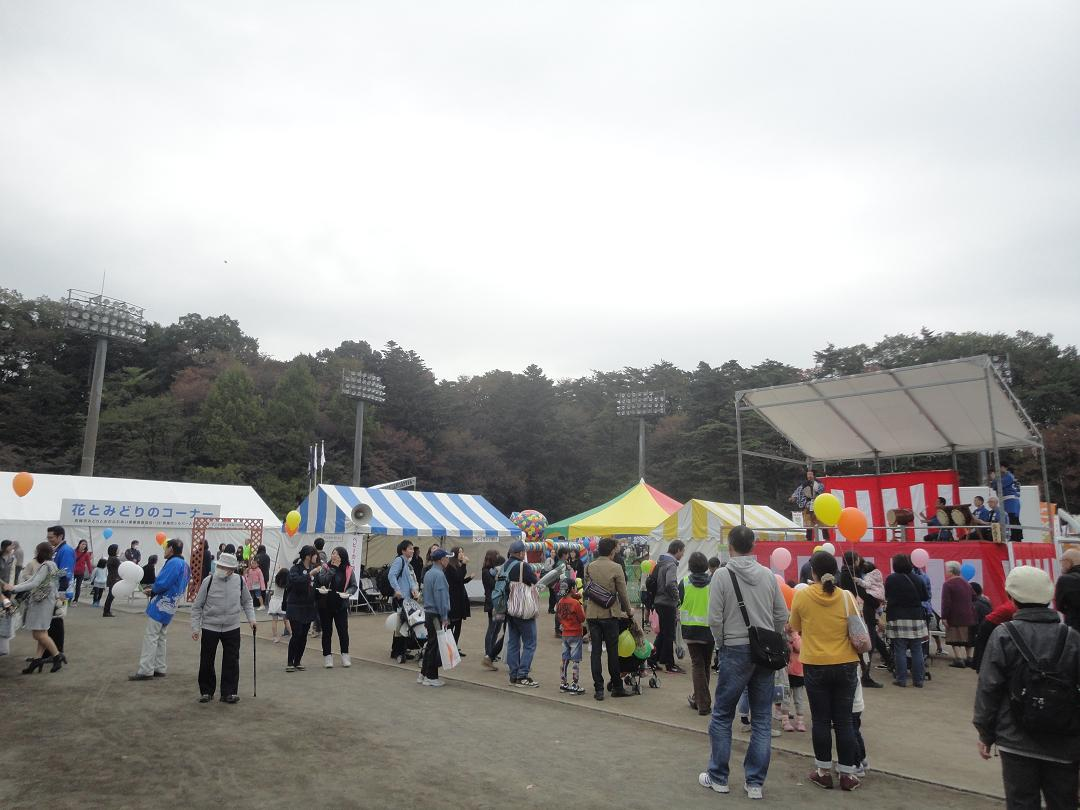
青梅産業観光まつり（2015年）

- 青梅市納涼花火大会（8月頃）
- 青梅産業観光まつり（11月頃）